# Jim Brasco
James J. «Jim» Brasco (Brooklyn, Nueva York, 3 de febrero de 1931-Huntington, Nueva York, 21 de marzo de 2014) fue un jugador de baloncesto estadounidense que disputó una temporada en la NBA, además de jugar en la ABL. Con 1,85 metros de estatura, jugaba en la posición de base.

## Trayectoria deportiva

### Universidad
Jugó durante su etapa universitaria con los Violets de la Universidad de Nueva York.

### Profesional
Fue elegido en el decimoctavo puesto del Draft de la NBA de 1952 por Syracuse Nationals, siendo traspasado poco después del comienzo de la competición a los Milwaukee Hawks, jugando 30 partidos en total, promediando 3,7 puntos y 1,3 rebotes por partido.
Antes de retirarse, jugó un partido con los Elmira Colonels de la ABL, en el que anotó dos puntos.

## Estadísticas de su carrera en la NBA

### Temporada regular
| Año     | Equipo    | PJ | MPP  | %TC  | %TL  | RPP | APP | PPP |
| ------- | --------- | -- | ---- | ---- | ---- | --- | --- | --- |
| 1952–53 | Syracuse  | 10 | 11.1 | .229 | .786 | 1.5 | 1.2 | 3.3 |
| 1952–53 | Milwaukee | 10 | 13.7 | .304 | .800 | .9  | .9  | 4.4 |
| Total   | Total     | 20 | 12.4 | .266 | .794 | 1.2 | 1.1 | 3.9 |